# William Lockwood
William "Will" Lockwood (Fitzroy, 13 de maio de 1988) é um remador australiano, medalhista olímpico.

## Carreira
Lockwood competiu nos Jogos Olímpicos de 2012 e 2016, sagrando-se medalhista de prata em ambas as oportunidades com a equipe da Austrália do quatro sem.